# Cour de Frise
La Cour de Frise (Hof van Friesland), installée à Leeuwarden, a été le centre d'abord politique et judiciaire, puis seulement judiciaire de la Frise de 1499 à 1811. (A ne pas confondre avec la "Cour de Frise" (Friese Hof) parfois mentionnée à la Haye : il s'agit alors d'une résidence des stathouders de Frise.)

## Historique

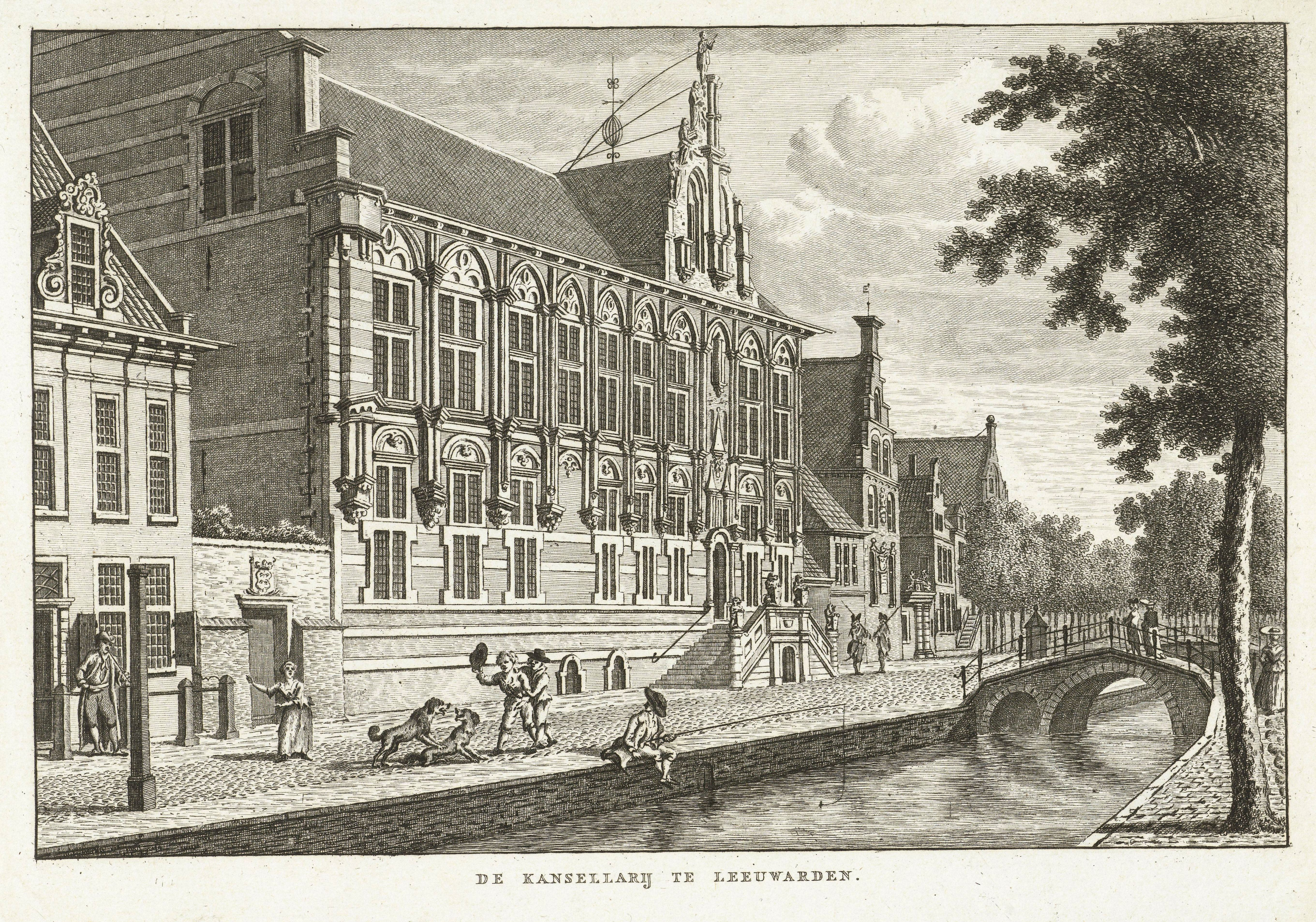

La Cour de Frise a été instituée en 1499 par le duc Albert III de Saxe alors qu'il était stathouder héréditaire de Frise. Il s'agissait alors d'un conseil de onze membres composé d’ecclésiastiques et de nobles présidé par un chancelier. Ce conseil constituait avec le stathouder à la fois le gouvernement et l'autorité judiciaire suprême de la Frise. En l'an 1504, l'"Ordonnance de Saxe" (Saksische Ordonnantie) remplaçait le stadhouder par un collège de six régents, tandis qu'un collège judiciaire de sept membres était créé, dont un des membres était le président. Après 1515, sous l'empereur Charles Quint, les collèges ont été fusionnés et seuls le stadhouder et les conseillers sont mentionnés. À partir de 1515, le Grand conseil des Pays-Bas à Malines devient également compétent comme instance d'appel  pour les affaires civiles.
À partir de 1581, la cour perd tout rôle politique. Elle est désormais constituée de douze conseillers, trois par "quartier".
La Cour de Frise était la plus haute autorité pour traiter les affaires pénales. La tribunaux des villes et des communes (grietenij) ne jugeaient que les affaires mineures. En outre, la Cour de Frise disposait aussi d'un forum privilegiatum, un tribunal spécial pour les nobles, les prélats et des soldats (sauf pour ces derniers pendant les années 1748-1784).

## Lois sur les cygnes
En 1539, la juridiction de Charles Quint sur les infractions relatives à la garde et à la capture des cygnes fut transférée à la Cour. D'autre part, le procès des infractions relatives à la garde et à la capture des cygnes relève de la compétence des administrateurs locaux (grietman). Ces dispositions sont restées inchangées dans l'Ordonnance sur la chasse du 13 août 1579.

## Changements de nom

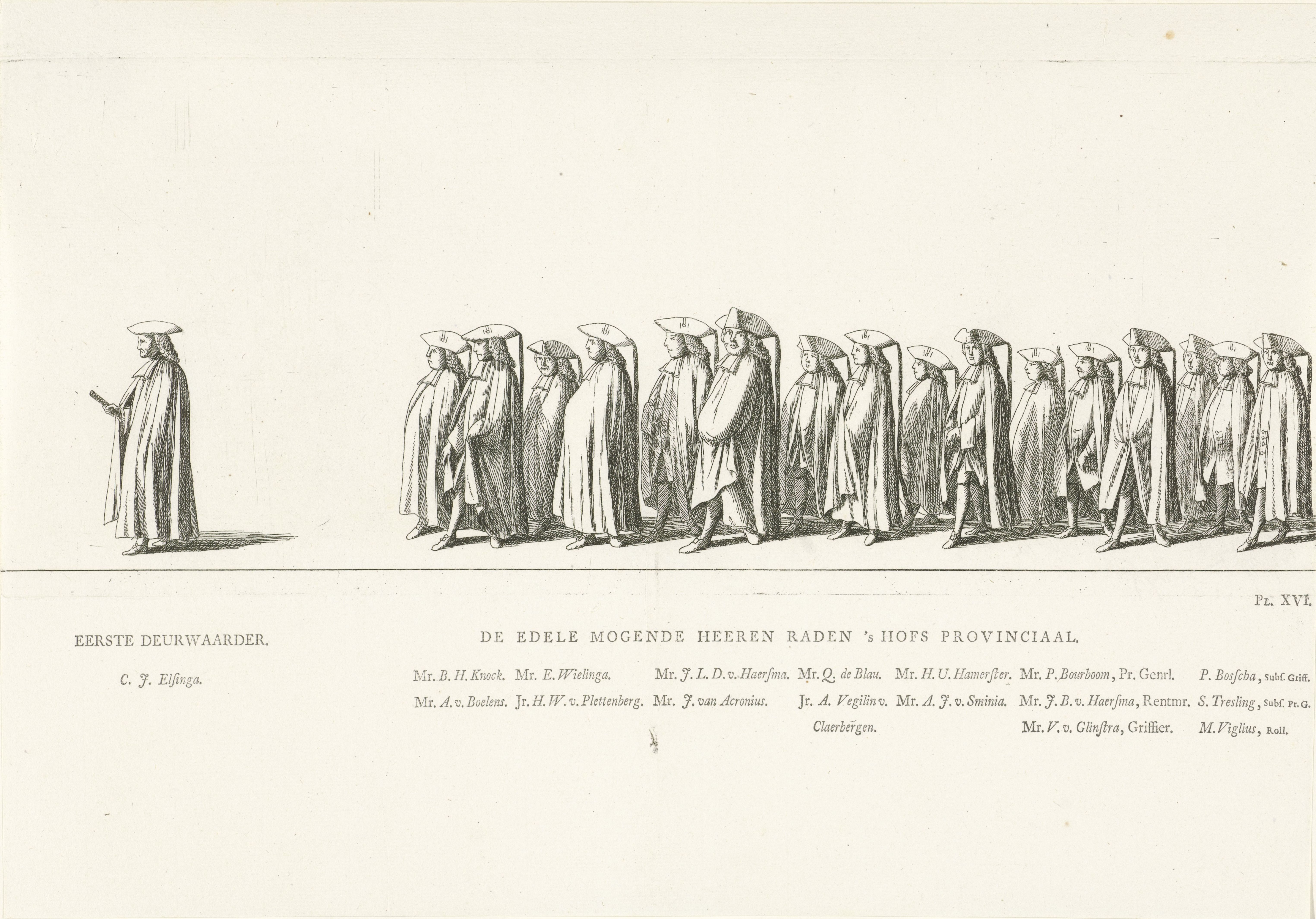

- De 1499 à 1515, la cour est connue sous le nom de Hofraad. Elle reçoit officiellement le nom de Hof van Friesland en 1515.
- Le 27 mars 1798, la République Batave débaptise le tribunal qui devient la "Cour de l'ancienne province de Frise". Le tribunal départemental devait initialement être situé à Ems en Groningue, mais ce plan n'a jamais été mis en œuvre. Le 15 juillet 1802, l'autorité a retrouvé son ancien nom.

## Sources
- (nl) Tresoar, Fries Historisch en Letterkundig Centrum (Frysk Histoarysk en Letterkundich Sintrum): tresoar.nl
- (nl) Het Rooms-Friese recht. De civiele rechtspraktijk van het Hof van Friesland in de 17e en 18e eeuw: rjhbrink.eu
- (nl) Het hof van Friesland: oudstaveren.nl